# Martos
Martos è un comune spagnolo di 24 061 abitanti situato nella comunità autonoma dell'Andalusia.
Ne parla Luis Sepúlveda nel suo libro La frontiera scomparsa come luogo di origine del ramo paterno della sua famiglia. Inoltre è citata nella soap spagnola Sei Sorelle. È l'unica cittadina al mondo, insieme al comune di Cellamare nella città metropolitana di Bari in Italia a venerare, in qualità di patrono, sant'Amatore.

## Storia
La città risale ad epoca romana e si chiamava Tucci o nella dizione completa, Colonia Augusta Gemella Tuccitana. Vi si trovano il Castillo de la Pena e la chiesa di Santa Maria (XV secolo), col monumento sepolcrale dei fratelli Carvajal.

## Il santo patrono: Sant’Amatore
Amatore nacque a Tucci, identificabile oggi con Martos in Andalusia. Apprese dai genitori ad amare Dio e il prossimo, specie i sofferenti. Perduta la madre, il padre prese Amatore e gli altri figli e si trasferì a Cordova per mandarli a scuola. Il suo maestro fu il dotto e santo vescovo Eulogio, anch'egli futuro martire.
Infuriando la persecuzione musulmana, si unì ad un monaco di nome Pietro, a Ludovico (fratello di Paolo, diacono e martire), entrambi cordovesi, e si lanciò con loro alla conquista delle anime. Furono catturati e trucidati, e i loro corpi furono gettati nel fiume Guadalquivir il 30 aprile 855. Dopo alcuni giorni i tre cadaveri, trovati sulla spiaggia di Beta, furono raccolti da mani pietose.
Il papa Clemente X dava la reliquia insigne di sant'Amatore al Duca di Giovinazzo, don Domenico del Giudice, mossosi a Roma in missione di ubbidienza con don Pietro di Aragona, luogotenente del Re di Napoli. Il Duca di Giovinazzo la donava a Cellamare verso l'anno 1670.

## Amministrazione

### Gemellaggi
- Baler
- Cellamare[1]
- Mora